# Комич, Ясмин
Ясмин Комич (серб. Јасмин Комић, род. 1956 год, Баня-Лука, СФРЮ) — боснийский политик, бывший министр науки и технологий Республики Сербской, занявший этот пост с 29 декабря 2010 года по 8 мая 2018 года. По национальности бошняк.

## Биография
Ясмин Комич родился в 1956 году в Баня-Луке. Там же окончил основную школу и математическую гимназию. Высшее образование получил на экономическом факультете в Баня-Луке, а степень магистра — на экономическом факультете в Белграде. После получения докторской степени стал профессором в Баня-Луке. Длительное время преподавал на факультетах Республики Сербской. Был заместителем мэра столицы РС. Возглавляет Фонд имени Милана Йелича. Автор семи книг и 45 научных работ.